# Contempopránea
Contempopránea est un festival d'indie pop, organisé annuellement à Alburquerque et Badajoz, en Espagne. Année après année, il rassemble de nombreux artistes de la scène indépendante espagnole et des milliers de fans.

## Histoire
Le festival, qui voit le jour en 1996, à la suite du succès de festivals tels que celui de Benicàssim, s'impose comme une référence fondamentale dans l'univers des festivals indé organisés en Espagne. Sa dynamique est très éloignée de celle des grands festivals de masse, puisqu'il s'agit d'une seule scène, organisée pendant deux jours avec une capacité limitée (environ 4 000 spectateurs), et d'un public fidèle qui renouvelle généralement l'expérience chaque année.
Un hommage est également organisé chaque année à un groupe déjà dissous, comme The Smiths, El Niño Gusano, Family, Los Flechazos, Los Brincos, et Surfin' Bichos. Pour ce faire, chaque groupe invité au festival doit interpréter une reprise du groupe choisi pour cette édition. 
La 28e édition du festival se tient du 1er au 3 août 2024. En 2025, le groupe accueille des artistes et groupes comme Carolina Durante, Lia Kali (es) et La Casa Azul,.